# Функциональная электронно-лучевая трубка

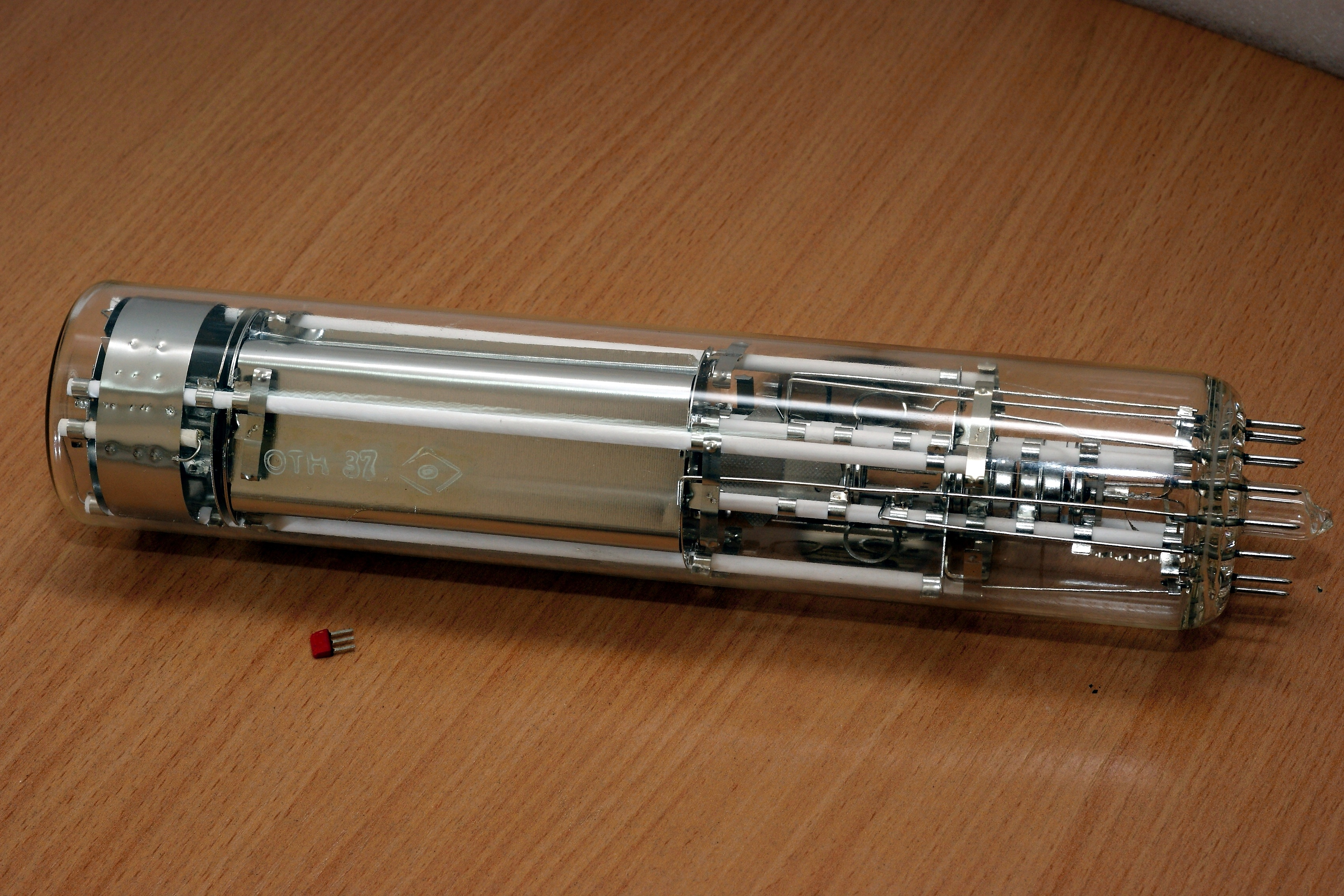
Внешний вид функциональной электронно-лучевой трубки ЛФ2

Функциональная электронно-лучевая трубка — устаревшая разновидность аналогового компьютера. Особая группа электронно-лучевых приборов, предназначенных для почти мгновенного нахождения какой-либо функциональной зависимости или табличных данных.

## Устройство и принцип работы
Конструктивно близки осциллографическим электронно лучевым трубкам. Однако в ФЭЛТ электронный луч попадает не на слой люминофора, а на т. н. функциональную матрицу, представляющую собой плоскую мишень с множеством отверстий, расположенных таким образом, что электронная прозрачность мишени является переменной по площади функцией, зависящей от координат x и y.
При подаче независимых электрических сигналов Ux и Uy на пары отклоняющих пластин луч отклоняется в точку мишени с координатами х и у. В цепи расположенного за мишенью коллектора электронов регистрируется выходной сигнал. Величина результирующего тока модулируется мишенью согласно определенной при её изготовлении функции от двух (или более) переменных. Это даёт возможность получать решения сложных алгебраических, тригонометрических или иных функций с точностью в доли процента и за время порядка единиц микросекунд.
Как правило, каждый отдельный тип ФЭЛТ предназначался для реализации какой-либо одной функциональной зависимости.

## Разработка и производство
В СССР разработка ФЭЛТ велась в НИИ-160 (ныне НПП «Исток»), а выпускались они опытным заводом при фрязинском НИИ «Платан».

## Маркировка
Унифицирована с другими электронно-лучевыми приборами производства СССР:
- первый элемент: размер экрана — отсутствует
- второй элемент: буква «Л» — обозначает принадлежность устройства к электронно-лучевым приборам
- третий элемент: буква «Ф» — обозначает принадлежность устройства к функциональным трубкам
- четвертый элемент: номер проекта

## Известные устройства

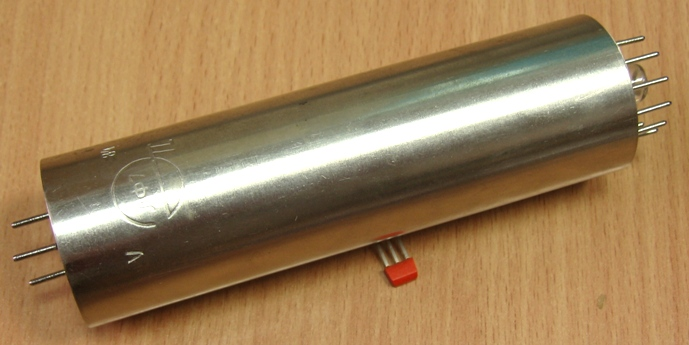
Внешний вид функциональной электронно-лучевой трубки ЛФ7

- ЛФ2 — Предназначен для вычисления функции (x-y)/(x+y). Погрешность может достигать +20 %[3].
- ЛФ4 — Точное назначение неизвестно. Возможно, предназначен для вычисления модуля функции (x-y)/(x+y)[4].
- ЛФ7 — Применялась в ЗРК «Оса»[5].
- ЛФ8 — Последняя из семейства. Точное назначение неизвестно[6].

## Политрон
К ФЭЛТ относится так же политрон ЛФ-9П. Однако его конструкция и принцип действия так сильно отличаются от других функциональных трубок, что он имеет собственное название.

## Технология изготовления
При изготовлении матриц ФЭЛТ использовались весьма продвинутые для того времени микроэлектронные технологии: прецизионная фотолитография (точность совмещения фотошаблонов ±2-5 микрон при размере до 120 мм), алмазное и химическое микрорельефное фрезерование, катодное напыление благородных металлов, электрохимическая гальванопластика и т. д.

## Применение
Сведений о применении этого типа приборов очень мало. По видимому, единственными их потребителями являлись военная радиолокация и ЗРК.